# シスオート
シスオート（Sisu Auto）は、フィンランド、ウーシマー県ラーセポリに本拠を置くトラックメーカー。子会社であるシスディフェンス（Sisu Defence Oy）では装輪装甲車の製造開発を行う。また、社名である「SISU」はフィンランド語で「ストイックな決意」「粘り強さ」「忍耐」として説明されるフィンランドの概念であり、フィンランド人が自国の国民性を表現するために使用される単語である。

## 歴史

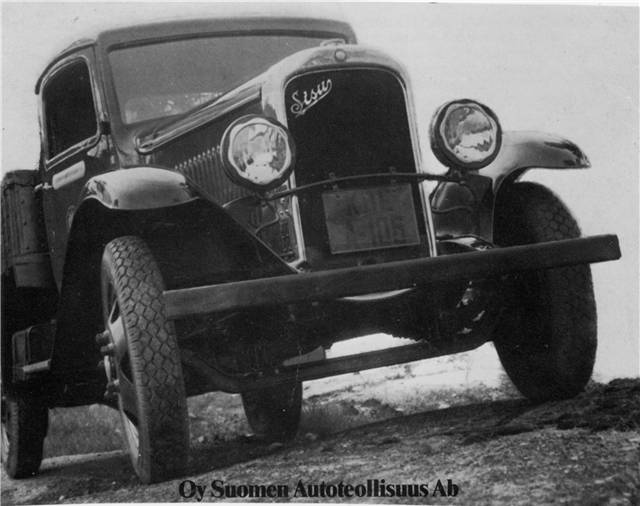
1932年式 Sisu S-321

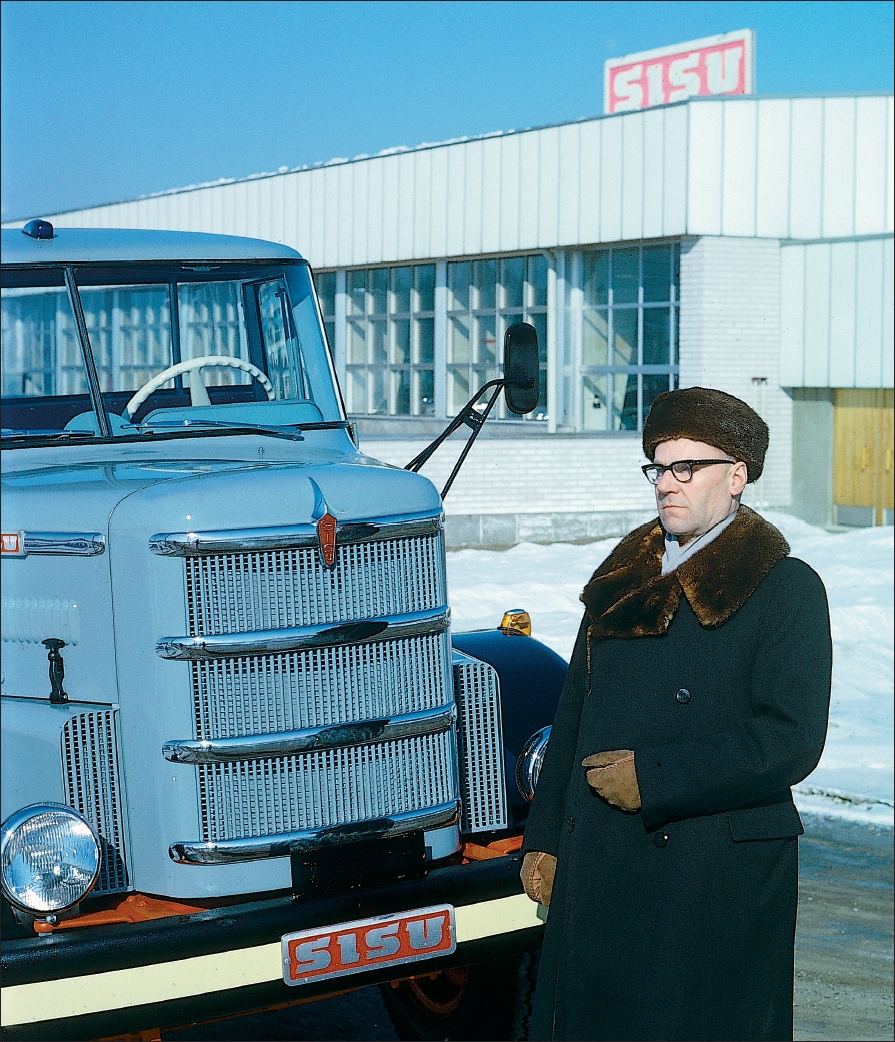
トーア・ネスリング 1962年撮影

### 1931年 - 1939年
フィンランド自動車工業（Oy Suomen Autoteollisuus Ab, SAT）として1931年4月1日に創立する。ヘルシンキを拠点とする2つのコーチビルダー「ビリンダストリ=自動車工業（Autoteollisuus-Bilindustri）」と「ボディファクトリー（Autokoritehdas）」が合併したことによって誕生しており、1930年代初頭、双方共に財政難に陥っていた。両社に資金を貸し付けていた銀行が事業を一つに纏めることを迫ったことにより合併が行われている。
カール・アーサー・ノルドグレン（Karl Arthur Nordgrén）エミル・アントン・ウィンケルマン（Emil Anton Winckelmann）ラーシュ・ヴィルヘルム・オーベリ（Lars Wilhelm Åberg）の3名が創立者となっており、最初に行われた社内会議に於いてゼネラルマネージャーとしてジョン・ヘルステン（John Hellsten）を、テクニカルマネージャーにトーア・ネスリング（Tor Nessling）を起用している。
SATは当初、それまで行われていたボルボシャーシを使用した長距離向け大型バスの製造事業を継続しながら、自社の新型車両の開発を行っている。ボルボシャーシを使用した車体製造経験からシャーシを進化させる方法を確立しており、これを利用した車体を基礎とした車両を形成している。
事業が開始されるとSATは新しい自社ブランド名を模索しており、1932年の夏、優勝賞金1,000mkが設定されたブランド名を募集する大規模な広告を主要新聞各社に対し掲載している。このキャンペーンは大きな注目を集め、3,000から4,000件の応募が寄せられており、夏前までに候補者が3名まで絞られ「SISU」「Karhu（カルフ）」「Haukka（ホウカ）」の中から最終的にシスが選ばれている。優勝賞金は同名での応募が多数寄せられていたことから抽選に変更されている。
1932年、シス初となる9台の「Sisu S-321とS-323」を顧客に引き渡している。この内6台はトラック仕様であり、1台がバス仕様であった。またボルボのコンポーネントを多用した初期型の生産が1933年に開始されている。
自動車の自国製造の開始は奇妙なエピソードも生んでいる。フィンランド政府は自国生産車が増えることで通行料収入を失うのではないかと考え、1933年に調査機関を立ち上げている。この調査の結果、フィンランド国内で年間500台の車両が販売された場合、70万mkの通行料収入を失うが、雇用効果による利益が1,700万〜2,700万mkになるであろうと報告されている。
1932年、ヘルステンの後任としてネスリングがGMに起用される。ネスリングはビジネスを率先して推し進めており、地元で製造された低品質な部品によって技術的な問題に直面しているが、時間を掛け解決したことで、国内部品の割合を増やすことに成功している。また他の問題点として継続的に資金が不足しており、ネスリングは自国生産のメリットを強調するため政府に働きかけを行っているが、一向に耳を傾けて貰えず、逆に政府は輸入車の通行料値下げに踏み切ったことで競争が激化している。シスの株主は国内自動車産業の可能性を信じていなかったため、ネスリングは比較的安価で株式の大部分を取得することができ、最終的に株式の80％を保有するに至っている。絶え間ない政府の圧力と繰り返し訪れる技術的な問題にもネスリング含め従業員は一切屈せず、課題を解決するため粘り強く取り組んだ結果、品質も向上し、輸入車と比較して遜色ない程度のレベルにまで達している。
シスの車両が最初に輸出された国はエストニアであった。エストニアの税制度の関係から完成車として輸出することができず、キャビンと上部構造が現地で組み立てられている。1938年にはより多くの車両が輸出されている。また、完成車として最初に輸出できたのはラトビアであった。1937年と1938年にリガでバスを運行するためバスの納入が行われている。第二次世界大戦前にバルト三国に輸出された車両の総数は不明であるが、事業は成功したと見做されている。

### 1939年から1945年：第二次世界大戦

#### 生産ラインの変更
冬戦争が勃発し、戦略的に重要な企業としてシスは軍事政権下に置かれ、工場はヤルヴェンパーとラハティに移設されている。またこの時期、爆弾の輸送装置の製造が行われている。
冬戦争が終結した1940年の春先、シスはウッドガス（木炭自動車）を燃料とする独自開発キャブレター「Häkä」の生産を開始。国の補助金を利用し生産が継続されたが、その後、ガソリンの質が向上したため1946年に生産は中止された。
1940年、アメリカのエンジン製造会社であったヘラクレス・エンジン カンパニーとライセンス契約を結び、エンジンの製造を開始 。このエンジン製造工場はトラム製造部門の建物と一緒となり、トラム部門が車軸の製造も始めたため、工場のスペースが不足している。一部工場施設はヘルシンキから移転する計画以前に既に行われており、ソビエトの空襲に対し脆弱として、首都にあった工場の移転計画が実行されている。1942年にカリスで新工場の建設が始まる。バスとキャビンの工場が最初に移され、その後、トラムの工場が続いている。大型トラックのみ1950年までヘルシンキにある工場で製造が行われていた。

#### ウュフテイシス(Yhteissisu)

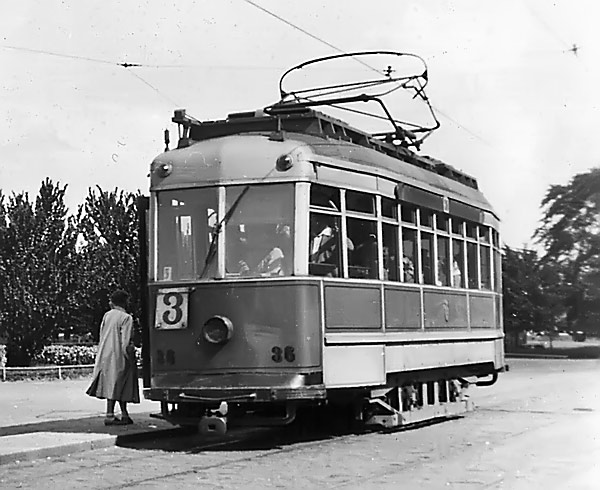
シス製のSAT AEG トラム

シスがカリスに新工場を建設したのと同時に、フィンランド国防軍は近い将来数千台の車両が必要になると政府に報告を行っている。シスは、この需要を満たすため工場をより大きくする計画を提案している。しかし、他メーカーの輸入業者や一部の政治家は、シスがこの戦争を利用してフィンランド市場で支配的な地位を得ようと画策しているのではないかと推察している。最終的に1943年、トラックを製造するため国や他の企業が参加した合弁企業「ウュフテイシス（Yhteissisu）」を設立。シスはS-21大型トラックの生産をウュフテイシスに譲渡する契約を締結している。
しかし、ウㇷテイシスが本格的な量産を開始する前に戦争が終わり、ウュフテイシスは1948年までシスブランドを使用する権利を持っていたが、期限が切れた後に社名をヴァナヤン自動車工場（Vanajan Autotehdas, VAT）に変更し、製品名にヴァナヤ（Vanaja）を使用している。VATはフィンランド市場でシスの強力なライバルとなっており、フィンランド市場は小規模であったが、輸入制限により市場の保護が行われている。

### 1945年から1969年：成長と多様化
1949年、シスはK-23エンジンを搭載した大型トラック製造に戻っている。1950年、ネスリングとイギリスのトラックメーカーであるレイランド・モーターズのマネージャーであったドナルド・ストークスとの親しい間柄からレイランドとのパートナーシップを締結。パートナーシップの一環として、シスはフィンランド国内のレイランド正規代理店となっている。
1950年代、ユネスコの世界遺産に登録されているコロンビアのコーヒー農園産業はフィンランドにとって重要な市場であった。フィンランドとコロンビアは1959年に二国間貿易協定に署名し、コーヒー豆輸入の対価としてシスのトラックで支払われている。1968年に多国間取引に変更されるまで続き「Banco Cafetero」を介して処理されている。コロンビアは、シスの最も重要な輸出先へと成長している。シスはレイランドと共同でメデジンでの現地生産を開始する計画を立案したが、財政的リスクを回避する理由から中止されている。1970年代初頭、アンデス共同体は独自で大型トラックの製造を開始することを決定し、約1,200台の販売記録を残し取引は終了した。
1968年、ウュフテイシスはシスと合併。合併に伴い製造施設をカリスに統合。軍用車両の製造工場はハメーンリンナに移設されている。

### 1970年から1993年：近代化と再編
ネスリングは40年近く会社を率いてから1970年に辞任。その後、政府の持ち株比率は上がっており、1976年に政府はレイランドおよびサーブ・スカニアとの三者協定に署名。レイランドとサーブ・スカニアはその後、シス株式の10％を保有している。
ネスリングの後任であるギルバーグは、製品全体の大規模な更新を通じシスを主導。しかし、車種を増やした結果、開発に多額の資金が必要となり、1983年の終わりに筆頭株主であったフィンランド政府はギルバーグを更迭。後任人事により早急な事業再編計画が開始されている。1985年に会社の経営陣を減らし、生産工場はヘルシンキのフレミンギンカトゥからコナラに移設され、フレミンギンカトゥの施設を売却。1988年末にはイヴェコの車両販売が中止されている。

### 1993年以降
1994年から2003年までは合併と分裂を繰り返し、経営権を他社に売却するなど政府の持ち株比率も年々下がり、最終的にすべての株式を売却している。他のトラックメーカーとのパートナップも限定的に行いながら今日まで至っており、2004年以降、投資家グループによって少数が所有された時期もあり、株式はシス社の退職したマネージャーと現副マネージャー折半で買い取られており 、その後、退職したマネージャーが株式の全てを売却したことにより現副マネージャーであるティモ・コルホネンが株式の全てを保有するに至っている。

## 製品

### トラック
- SISU POLAR

### 軍用車両
- HIGH MOBILITY SISU

## 画像

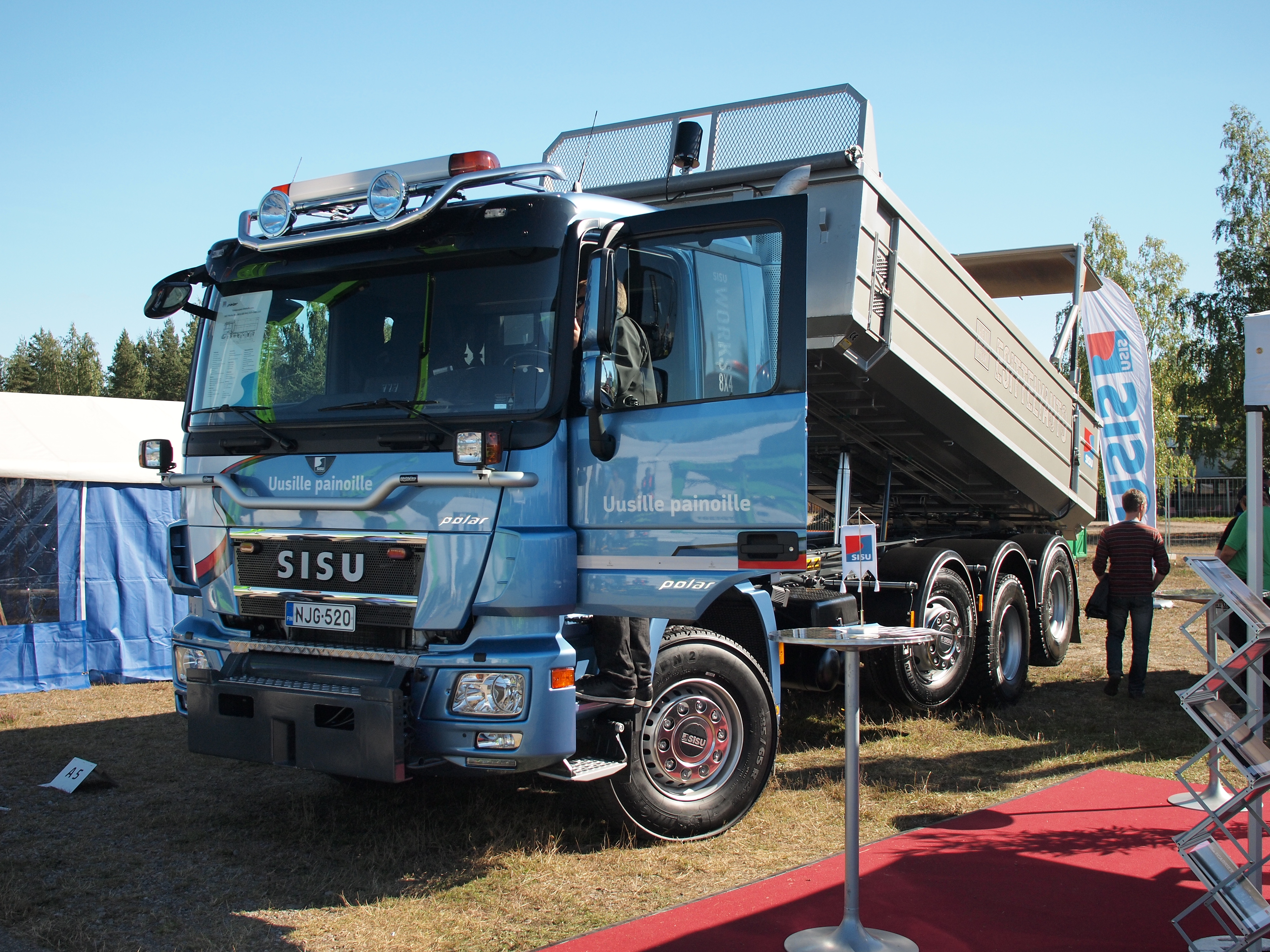
シス ポラール
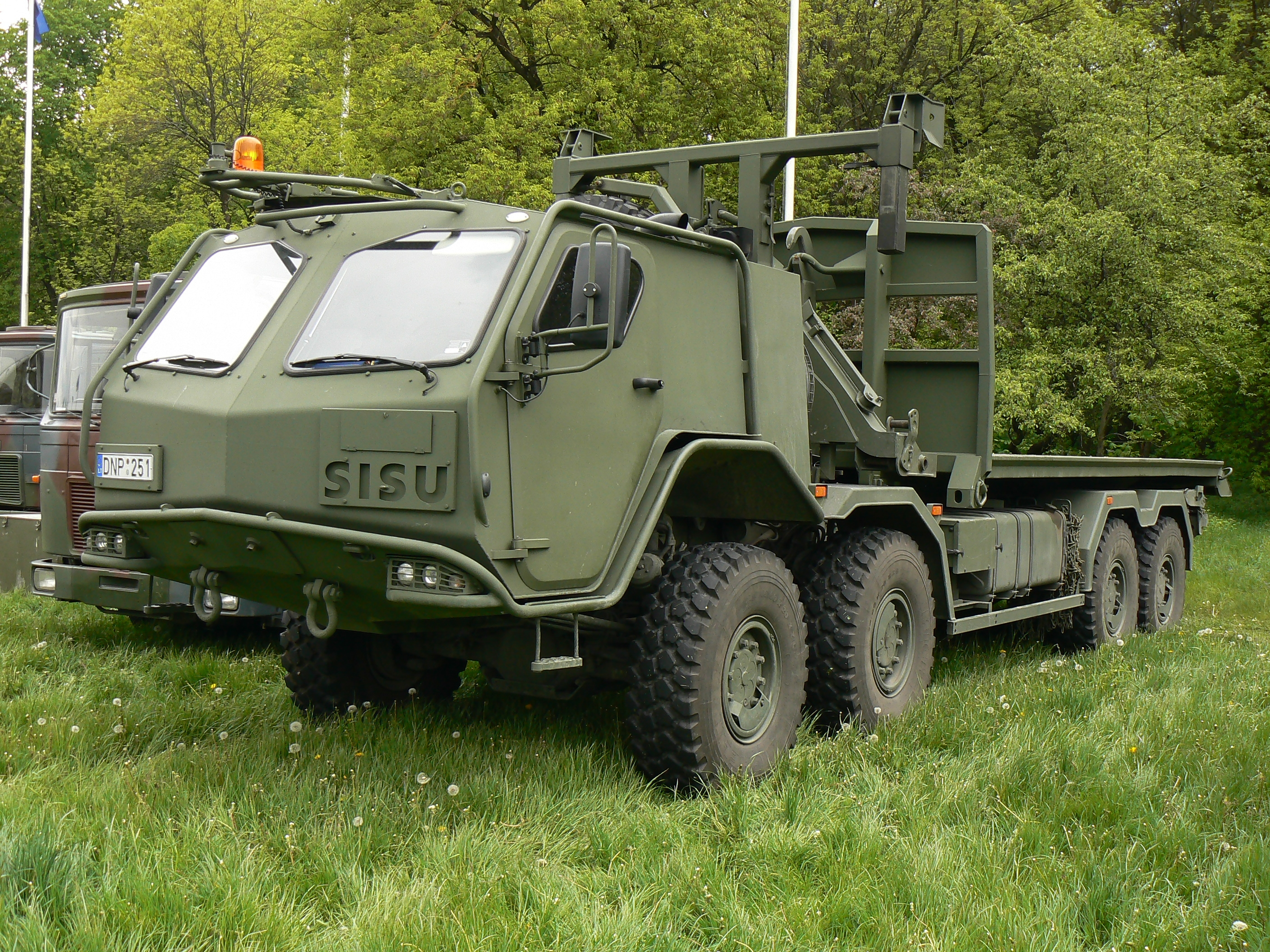
HIGH MOBILITY SISU E13TP 8x8
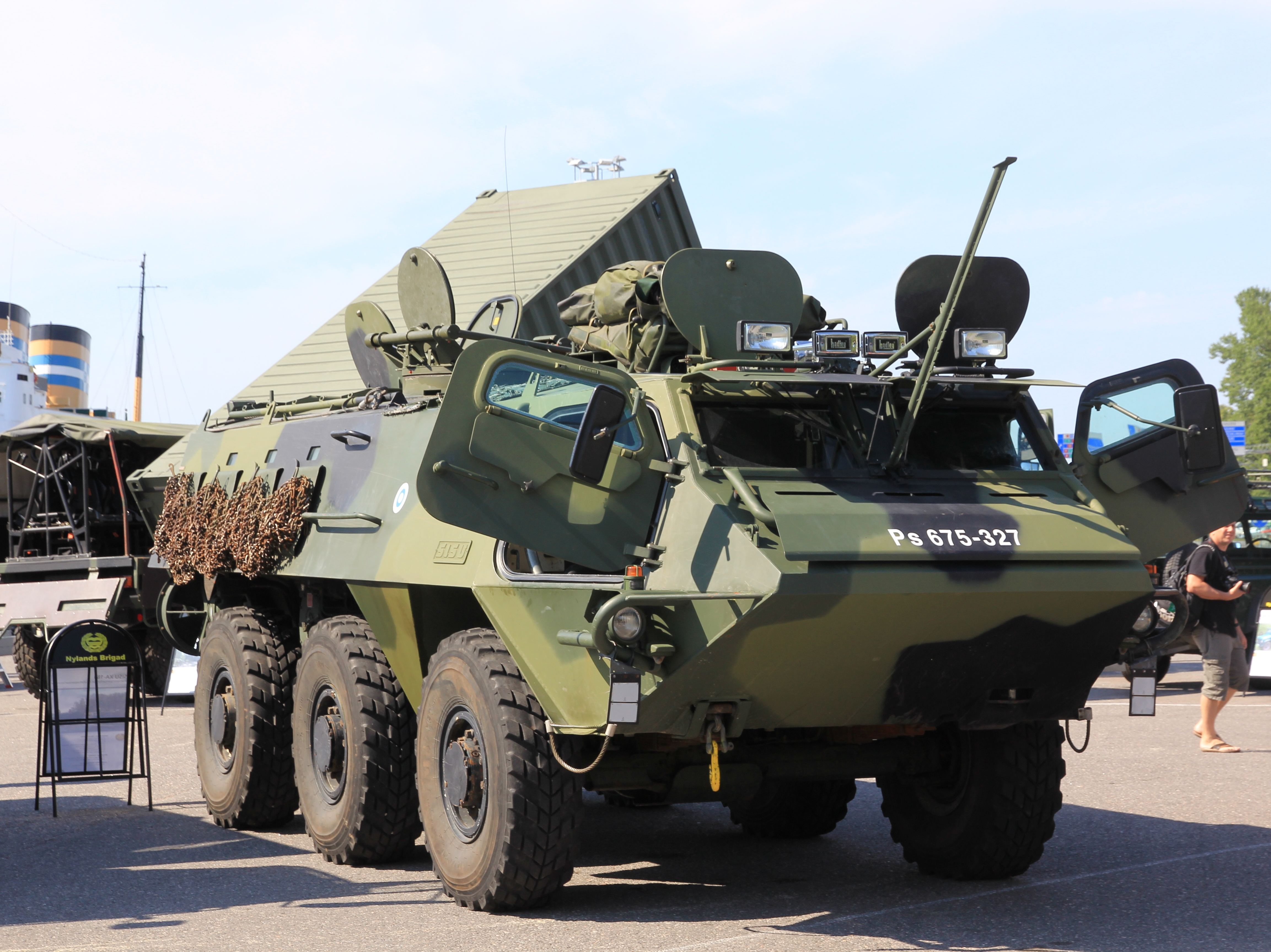
Sisu Pasi XA-180/185
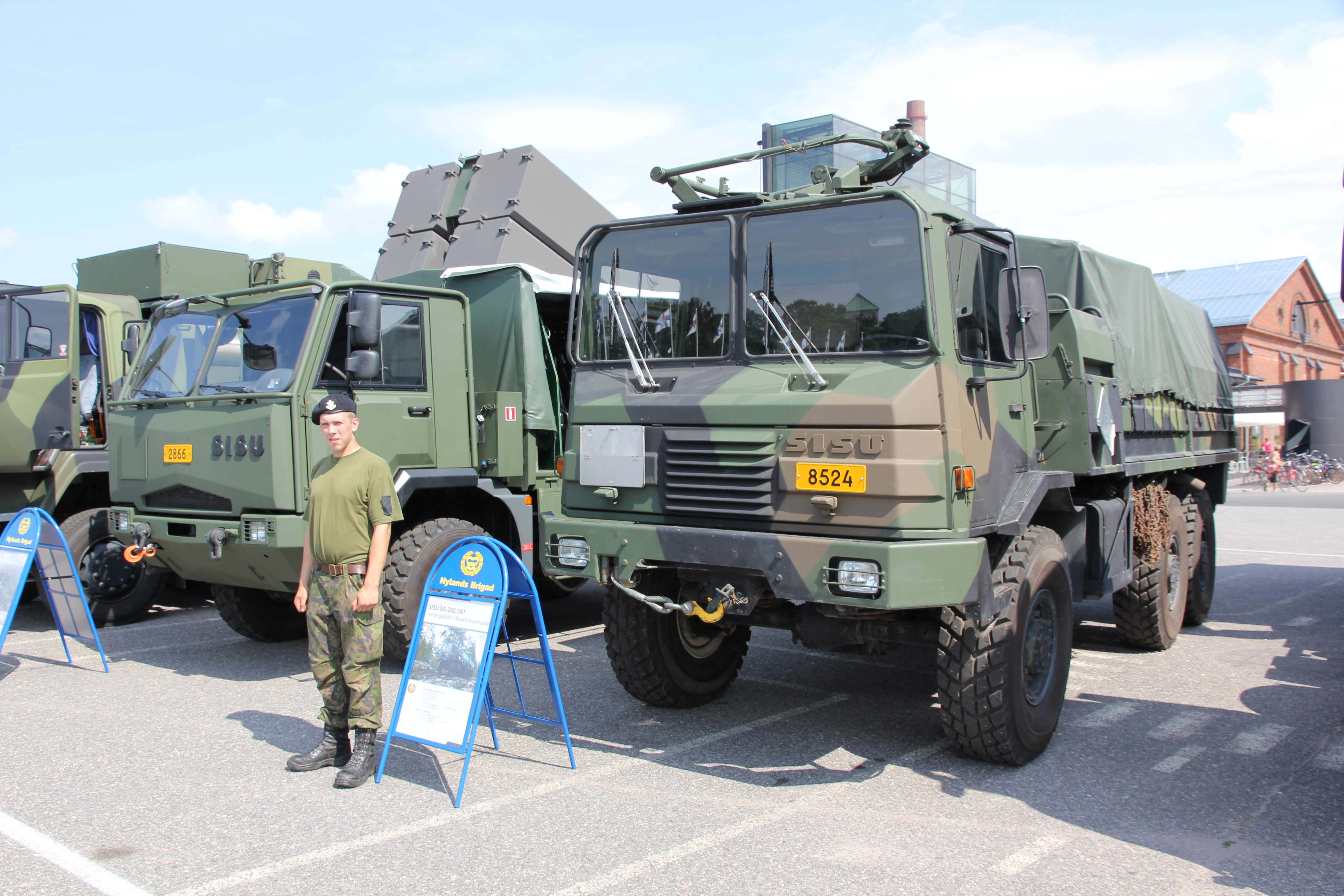
SA-240/241とA2045
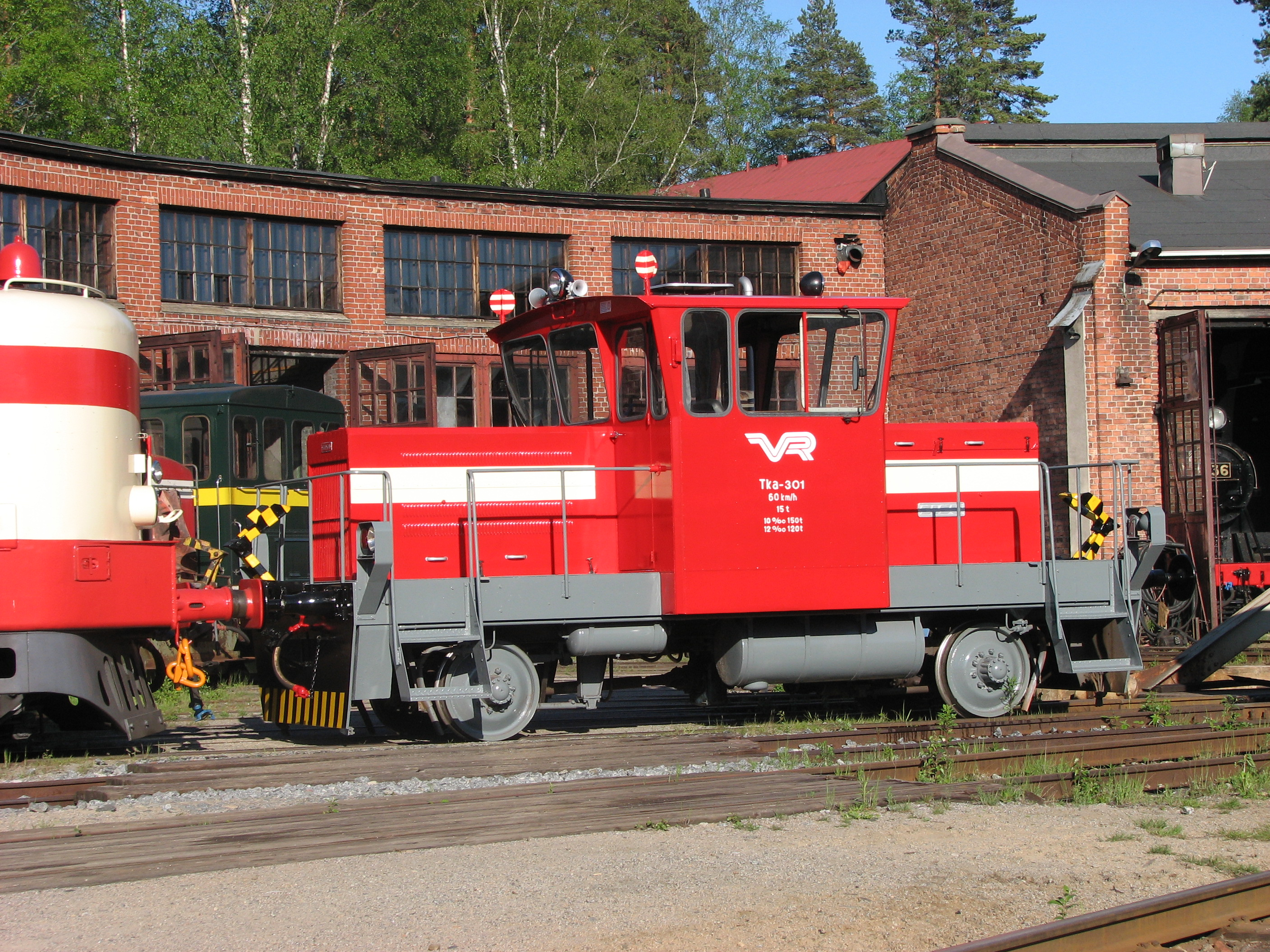
ディーゼル車両 Tka3
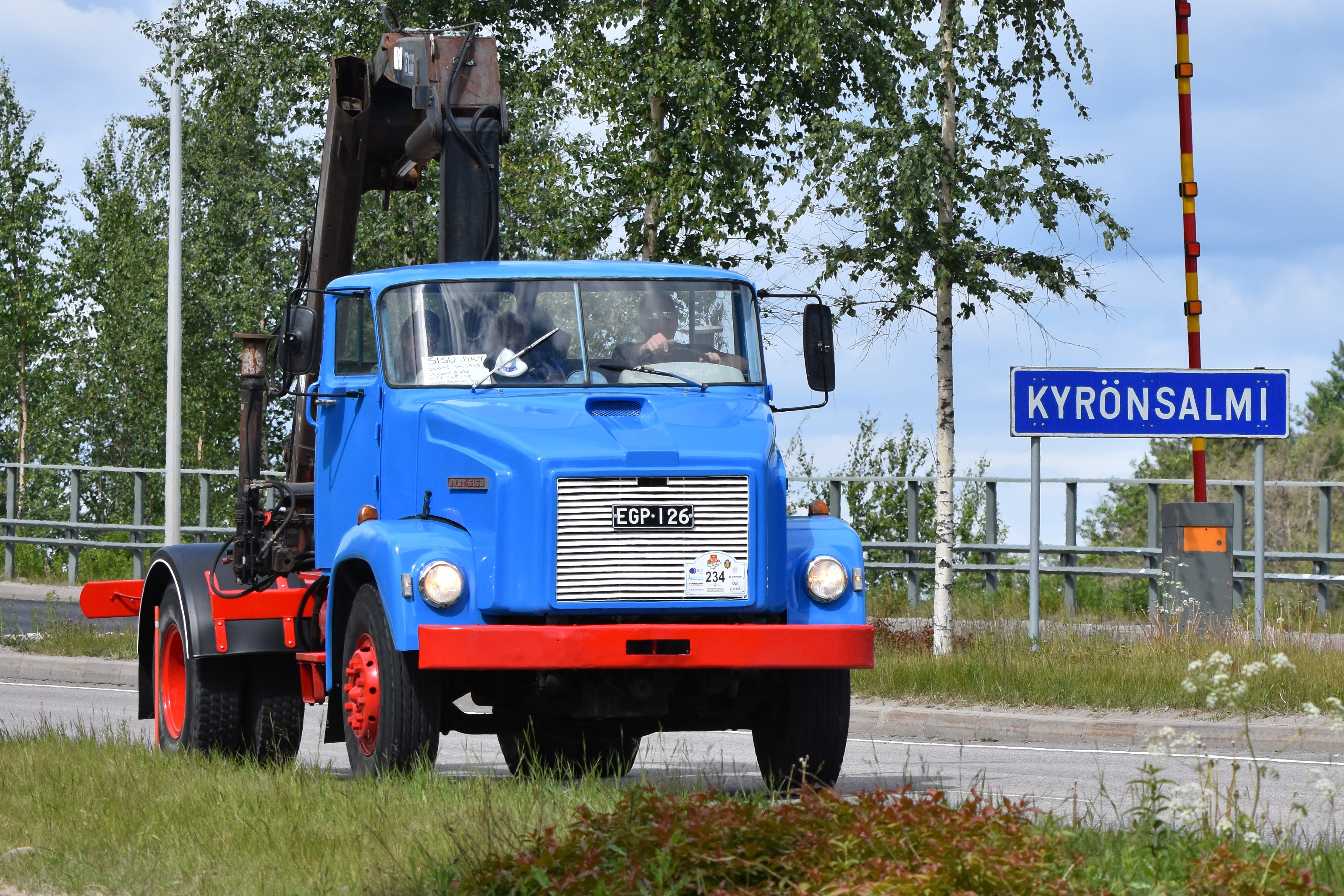
スロベニアで走行中のJyry-Sisu